# 이가노카타
이가노카타(일본어: 伊賀の方 いがのかた[*], 생몰년미상)는 가마쿠라 시대 초기의 여성이다. 이가씨(伊賀氏)라고도 불린다. 후지와라노 히데사토류 칸토의 호족 이가 토모미츠의 딸이다. 가마쿠라 막부 2대 싯켄 호죠 요시토키의 후처 (계실)이다. 형제로는 미츠스에, 미츠무네가 있고, 자녀로는 7대 싯켄 마사무라 외 , 사네야스, 토키나오, 이치죠 사네마사의 정실 등이 있다.

## 약력
겐닌 3년 (1203년) 9월의 히키요시카즈의 변의 발생으로, 요시토키가 전처인 히메노마에와 이별한 후에 계실이 된 것으로 보여지며, 겐큐 2년 (1205년) 6월 22일에 마사무라를 출산, 조겐 2년 (1208년)에 사네야스를 출산했다.
조오 3년 (1224년) 7월, 남편 요시토키의 급사 후, 오빠 미츠무네와 함께 친자인 마사무라를 싯켄으로, 사위인 이치죠 사네마사를 쇼군으로 옹립하려 시도했으나, 비구니쇼군 호죠 마사코가 마사무라를 이복형 야스토키의 후계자로 삼음으로써 실패하고, 이가노카타와 미츠무네, 사네야스는 유배되었다 (이가씨의 변). 아들 마사무라는 사건에 연좌되지 않고, 나중에 7대 싯켄이 되었다. 8월 29일, 이가노카타는 마사코의 명에 따라 이즈 호죠에 유배되어 유폐당한는 신세가 되었다. 4개월 뒤인, 12월 24일, 그녀가 위독해졌다는 소식이 가마쿠라에 도착했으며, 그 후에 사망한 것으로 추정된다.
그러나, 이가씨 모반의 풍문에 대해서는 요시토키가 부정하고 있어, 『어처경』에서도 이가씨가 모반을 모의했다고는 한번도 명언하지 않고, 마사코에게 이가씨가 처분된 것만이 기록되어있다. 이 때문에 이가씨의 변은 가마쿠라도노나 호죠씨의 대체에 의한 스스로의 영향력 저하를 두려워한 마사코가 요시토키의 후처 이가노카타의 친정인 이가씨를 강제로 무너뜨리기 위해 꾸며낸 사건이라는 설도 있다.
또, 후지와라노 사다이에의 『명월기』에 따르면, 요시토키의 죽음에 관해 사네야스의 형으로 조큐의 난의 교방 주모자 중 한명으로 도망치던 손쵸가 요시토키의 죽음 3년만에 붙잡혀 로쿠하라 단다이로 심문을 받았을 때, 고통을 참지 못하고 "요시토키의 아내가 요시토키에게 먹인 약으로 빨리 자신을 죽이라"고 외쳐 무사들을 놀라게 하였다.